# 蝴蝶藍
蝴蝶蓝（1983年11月9日—），本名王冬，青海西宁人，祖籍湖南湘潭，现居北京，中国网络作家、当代小说家，起点中文网白金作家，网络文学界游戏小说领军人物。

## 生平
2005年3月开始在起点中文网连载小说《独闯天涯》。2006年5月开始全职写作。2011年加入北京作家协会。2012年2月签约少女杂志《公主志》，并开始连载小说《网游之江湖任务行》，成为该刊首位男性连载作家。
2012年3月，蝴蝶蓝的完结作品《网游之近战法师》首次在大陆正式出版。
2013年11月，他的网游竞技小说《全职高手》纪念画册出版众筹项目以181%完成度成功。其后相关周边产品继续引爆市场，成为中国大陆网络文学界周边产品领域的成功首例。
2014年7月加入中国作家协会。2014年8月，他的首部东方玄幻小说《天醒之路》参拍中国首个网络文学作品游戏版权拍卖会，以465万元成交。9月24日，《全职高手》盟主数超过一千，创造了网络文学史上的新记录。12月，蝴蝶蓝以纸质图书版税及游戏改编授权总收入800万登上当年网络作家榜第17位。同年11月参加鲁迅文学院第二十五届中青年作家高级研讨班(网络作家班)学习。
2016年9月，《全职高手》入选中国网络小说排行榜半年榜，居已完结作品第4位，虚拟网游与现实竞技双线互动的表层叙述结构被视为最大亮点。10月，蝴蝶蓝入选微博2016十大影响力文化大V，被誉为“千盟大神”、“现象级”作家。

## 作品
| 作品名称                  | 首发       | 类型     | 连载期间                      | 出版情况 |
| 独闯天涯                  | 起点中文网 | 虚拟网游 | 2005年3月20日－2006年10月30日 | 中國大陸：2012年12月1日 |
| 星照不宣                  | 起点中文网 | 异术超能 | 2006年12月6日－2008年10月3日  | 中國大陸：2014年7月1日 台湾：2017年2月2日                                                                                                 |
| 网游之近战法师            | 起点中文网 | 游戏生涯 | 2008年9月27日－2011年2月25日  | 中國大陸：2012年3月1日（斷尾） 2015年6月1日（新裝版） 台灣：2013年12月                                                                    |
| 全职高手                  | 起点中文网 | 游戏生涯 | 2011年2月28日－2014年4月28日  | 中國大陸：2012年4月1日 2016年7月8日（新裝版） 台灣：2011年7月1日（斷尾） 2014年8月7日（新裝版） 日本：2015年12月24日 泰国：2016年10月20日 |
| 巅峰荣耀 （全职高手番外） |            | 游戏生涯 |                               | 中國大陸：2015年7月 台灣：2016年2月4日 |
| 网游之江湖任务行          | 公主志     | 虚拟网游 | 2012年2月－2013年3月          | 中國大陸：2013年9月1日 台灣：2015年4月8日                                                                                                 |
| 天醒之路                  | 起点中文网 | 东方玄幻 | 2014年6月19日－               | 中國大陸：2016年9月 台灣：2016年3月10日                                                                                                   |